# Ben (album)
Ben drugi je studijski album američkog glazbenika Michaela Jacksona, kojeg 1972. godine objavljuje diskografska kuća Motown.
Album je objavljen sedam mjeseci nakon njegovog prvijenca Got to Be There. Naslovna skladba prvi je Jacksonov singl koji se našao na #1 američkih top ljestvica, te se prodao u više od milijun primjeraka.

## O albumu
Skladba "Ben" postala je najvećom uspješnicom na albumu, a tema govori o jednom dječaku kojem je najbolji prijatelj štakor. Skladba je također soundtrack istoimenog filma, koji je bio nominiran za nagradu Oscar u kategoriji za najbolju skladbu ("Ben"). Također se našla na prvom mjestu top ljestvica u Australiji, te se kasnije našla na broju sedam britanske pop ljestvice.
"Ben" je prva skladba od Jacksonovih trinaest koja je zauzela broj jedan na top ljestvici Sjedinjenih Država i njegov prvi broj jedan kao solo umjetnik.
Na originalnom omotu albuma trebao se nalaziti Jackson okružen štakorima ali su na kraju iz Motowuna to promijenili, misleći da bi to moglo uplašiti mlađe slušatelje i njihove roditelje, te su uklonili štakore.

## Popis pjesama
| Br. | Skladba                          | Autor                                  | Trajanje |
| --- | -------------------------------- | -------------------------------------- | -------- |
| 1.  | »Ben«                            | Don Black, Walter Scharf               | 2:44     |
| 2.  | »The Greatest Show on Earth«     | Mel Larson, Jerry Marcellino           | 2:48     |
| 3.  | »People Make the World Go Round« | Thom Bell, Linda Creed                 | 3:15     |
| 4.  | »We've Got a Good Thing Going«   | The Corporation (Motown)               | 2:59     |
| 5.  | »Everybody's Somebody's Fool«    | Ace Adams, Lionel Hampton              | 2:59     |
| 6.  | »My Girl«                        | Smokey Robinson, Ronald White          | 3:08     |
| 7.  | »What Goes Around Comes Around«  | Levinsky, Stokes, Meyers, Weatherspoon | 3:33     |
| 8.  | »In Our Small Way«               | Beatrice Verdi, Christine Yarian       | 3:39     |
| 9.  | »Shoo-Be-Doo-Be-Doo-Da-Day«      | Henry Cosby, Sylvia Moy, Stevie Wonder | 3:21     |
| 10. | »You Can Cry on My Shoulder«     | Berry Gordy                            | 2:39     |